# Myrcia rufipila
Myrcia rufipila är en myrtenväxtart som beskrevs av Mcvaugh. Myrcia rufipila ingår i släktet Myrcia och familjen myrtenväxter. Inga underarter finns listade i Catalogue of Life.